# Блуеноз
Езерото Блуеноз (на английски: Bluenose Lake) е 26-о по големина езеро в територия Нунавут. Площта му, заедно с островите в него е 401 км2, която му отрежда 124-то място сред езерата на Канада. Площта само на водното огледало без островите е 391 km². Надморската височина на водата е 557 m.
Езерото се намира в най-западната част на територия Нунавут на Канада, на 130 km северно от залива Дийзи Арм на Голямото Мече езеро, и на 65 км южно от залива Амундсен на море Бофорт. Дължината му от север на юг е 53 km, а максималната му ширина – 19 km.
Блуеноз, за разлика от повечето канадски езера е със слабо разчленена брегова линия, без характерните малки заливи, полуострови, протоци и острови. Площта на всичките островите в него е 10 km².
В езерото се вливат няколко малки реки, а от северния му ъгъл изтича река Крокър, вливаща се в залива Амундсен на море Бофорт.
До 1953 г. езерото е безименно, когато двамата американски биолози Джон Келсал и Джеймс Мичъл по време на своята биоложка експедиция го кръщават на името на двата подвида елени карибу – блуеноз-ист и блуеноз-уест, обитаващи в огромни количества района на езерото.